# Vitalij Mykolenko
Vitalij Serhijovytsj Mykolenko (Oekraïens: Віталій Сергійович Миколенко) (Tsjerkasy, 29 mei 1999) is een Oekraïens voetballer die bij voorkeur als linksback speelt. Hij speelt bij Everton FC.

## Clubcarrière
In augustus 2017 werd Mykolenko door Dynamo Kiev bij het eerste elftal gehaald. In zijn eerste seizoen speelde hij vijf competitieduels. Op 20 oktober 2019 maakte hij zijn eerste competitietreffer tegen FC Oleksandria.

## Interlandcarrière
Op 20 november 2018 debuteerde Mykolenko voor Oekraïne in de vriendschappelijke interland tegen Turkije. Hij werd in mei 2024 door bondscoach Serhij Rebrov opgenomen in de Oekraïense selectie voor het EK 2024 in Duitsland. Oekraïne werd in de groepsfase uitgeschakeld na een nederlaag tegen Roemenië (3–0), een overwinning tegen Slowakije (1–2) en een gelijkspel tegen België (0–0). Mykolenko kwam in actie tegen België.